# Amblin Entertainment
Amblin Entertainment é uma produtora cinematográfica estadunidense fundada em 1980 pelo cineasta Steven Spielberg e pelos produtores Kathleen Kennedy e Frank Marshall.
Pertence ao diretor e fundador Steven Spielberg (fundador também da Dreamworks SKG studios). Seu logotipo é muito curioso, pois tem a imagem conhecida no filme E.T. the Extra-Terrestrial na qual aparece uma criança de bicicleta voando e carregando um alienígena e por trás da imagem está a Lua cheia. A indústria fez vários filmes e produziu filmes animados como Who Framed Roger Rabbit e também produziu séries de televisão como Tiny Toon Adventures e Animaniacs.
Já Amblin Television é a divisão de produções televisivas. Foi criada em 1984 pela Amblin Entertainment como um braço de produção para a série de antologia Amazing Stories de Steven Spielberg para a NBC .  A empresa produziu séries de televisão, incluindo Tiny Toon Adventures , Animaniacs , SeaQuest DSV , ER , Falling Skies e The Americans .

## Amblin Partners
É uma empresa de mídia americana fundada em 2015 a partir de um acordo de investimentos de Steven Spielberg com a Participant Media (que deixou o negocio em 2024), Reliance Entertainment e Entertainment One. Posteriormente Alibaba pictures e Universal pictures também se uniram ao negocio. Com isso Spielberg uniu suas empresas DreamWorks SKG e Amblin Entertainment como subsidiarias para produções de cinema e a Amblin Television para programas de tv. Em 2023 a Liosngate adquiriu a Entertainment One assumindo assim sua participação na Amblin Partners. [carece de fontes?]

## Visão geral
Amblin recebeu o nome do primeiro filme comercializado por Spielberg, "Amblin'" (1968), um curta-metragem independente sobre um homem e uma mulher no deserto. O filme, que custou US $ 15.000 para ser produzido, foi exibido para o Universal Studios e ganhou Spielberg mais papéis de diretor de direção.